# Dachboden

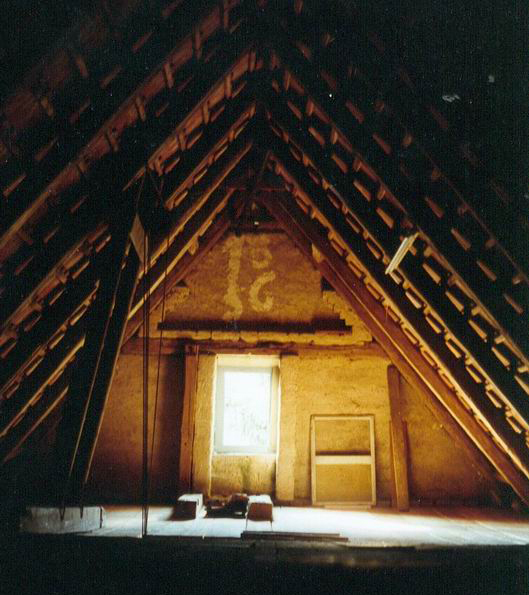
Dachboden

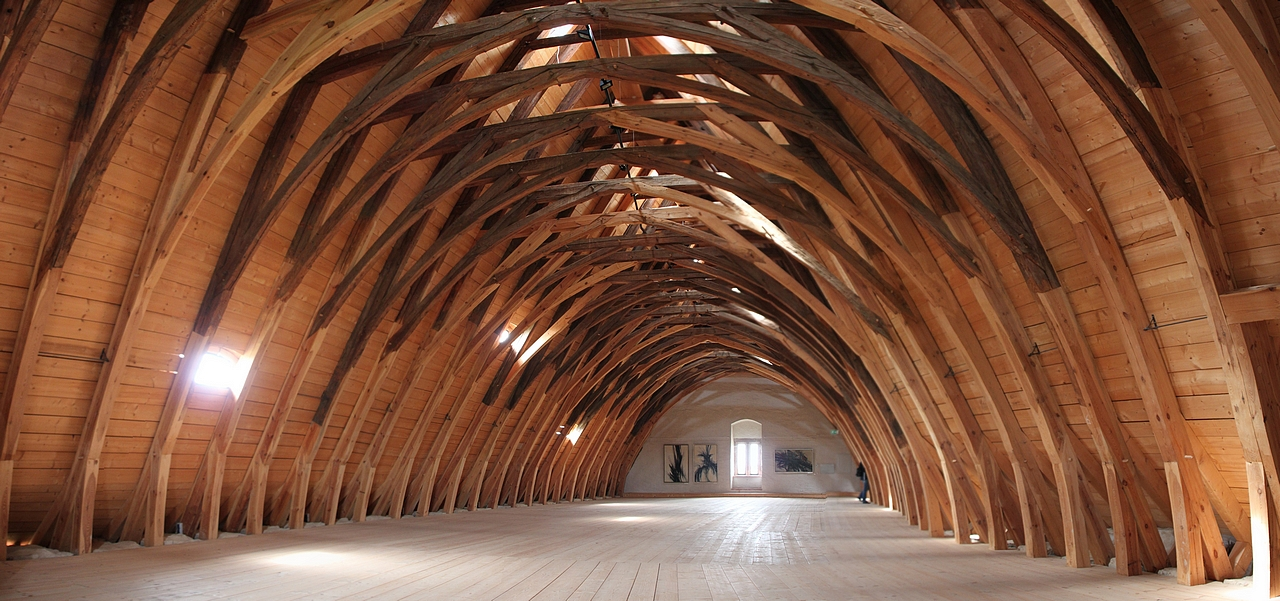
Blick in den als Kornhausboden genutzten Dachboden des Vorderschlosses der Burg Mildenstein. Der 1394/95 aus Tannenholz gefertigte Boden verfügt über eines der größten mittelalterlichen profanen Dachwerke in Deutschland.

Der Dachboden (kurz auch Boden; schweizerisch Estrich) ist ein meist nur primitiv gedämmter und kaum eingerichteter Raum unter dem Dach eines Hauses. In einigen Landstrichen wird er auch Speicher, Dachkammer, Balken, Bühne, Oller, Soller (Söller, Zolder)  oder Winde genannt.
Ist der Dachraum hingegen gedämmt und als Wohn- oder Arbeitsraum ausgebaut, spricht man von einem Dachgeschoss.
Der Spitzboden ist der unausgebaute Dachraum über einem Dachgeschoss. Als Abseite werden wenig ausgebaute Teile eines Dachgeschosses parallel zu einer Traufe bezeichnet, die u. a. als Abstellraum dienen können.
Der Dachboden einer Scheune kann entsprechend seiner Nutzung auch als Heuboden, Strohboden oder Getreideboden bezeichnet werden.

## Merkmale
Zum Dachboden führen meist Treppen oder Leitern. Er ist in Mehrfamilienhäusern meist vom obersten Podest des Treppenhauses zugänglich, unbeheizt und oft nur notdürftig durch gläserne Dachsteine oder Dachluken belichtet. Bei den innerstädtischen Mietswohnhäusern der Gründerzeit wurde der Dachboden meist als Trockenboden den Hausbewohnern (Mieter) zur Verfügung gestellt, die dort ihre Wäsche trocknen konnten. Bei anderen Gebäuden dient der Dachboden oft als Lager oder Archiv, in den landschaftstypischen Bauernhäusern vieler Regionen wurden dort früher Vorräte oder Saatgut gelagert. In der Vergangenheit wurden Dachböden immer wieder zu Fundorten verschollen geglaubter Nachlässe oder Kunstwerke.

## Biotop
Der Dachboden ist oft die Brutstätte von Vögeln, manchmal auch von Fledermäusen. Auch Mäuse, Ratten, Siebenschläfer, Marder und Waschbären nehmen gern Dachböden an; letztere können die Wärmedämmung verwüsten. Früher gab es in vielen alten Dachböden und in alten Scheunen ein Loch im Giebel, das Eulenloch, durch das Eulen und andere Vögel ein- und ausfliegen konnten.

## Verwendung

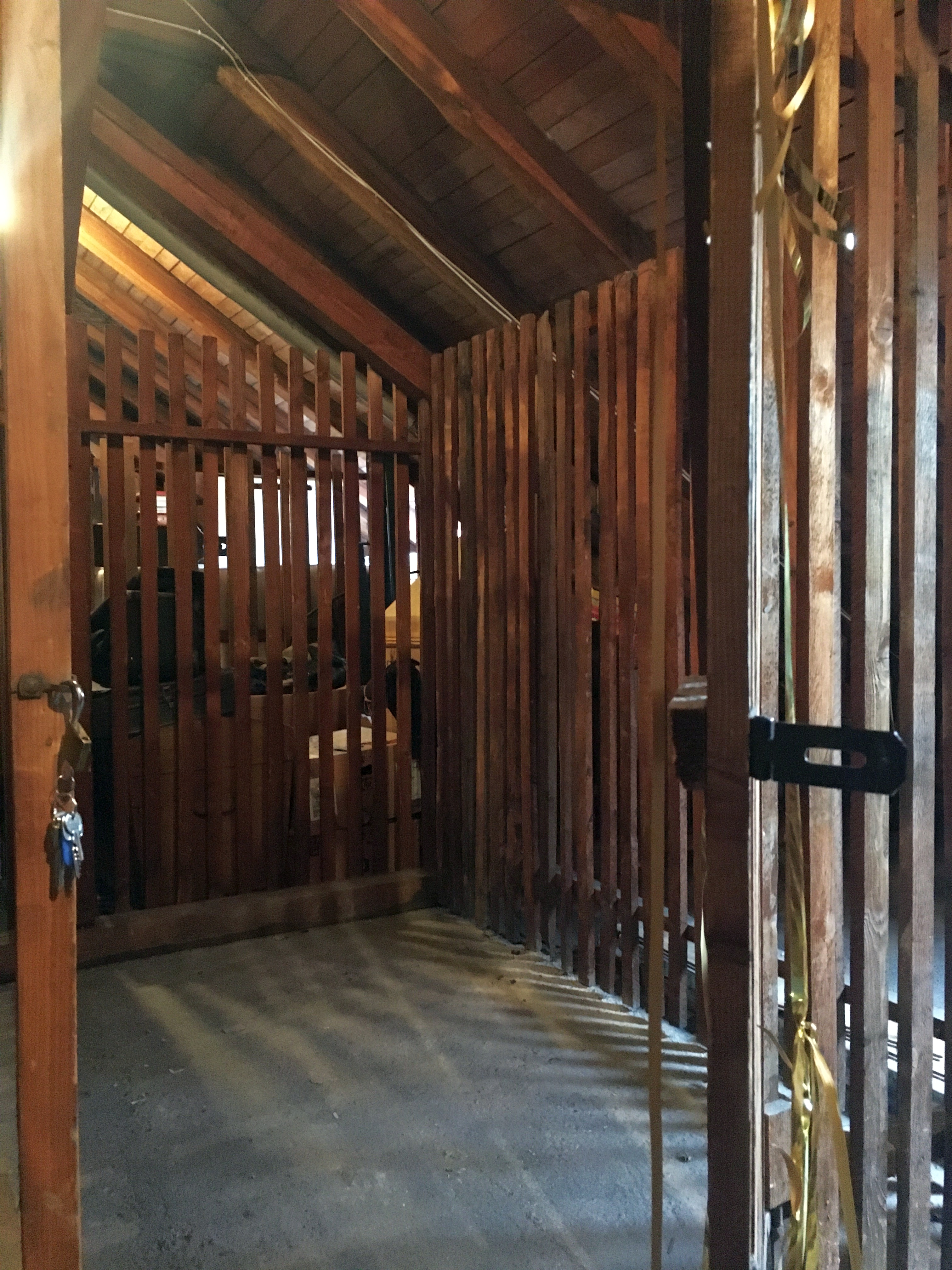
Leerer Holzverschlag auf dem Dachboden eines Zehnparteien-Mietshauses aus den 1950ern in München. Aus sicherheitstechnischen Gründen wurde gegen Ende der 2010er die Nutzung durch die Hausbewohner bei neuen Mietverträgen beendet.

Auf dem Dachboden wurde früher oft die Wäsche zum Trocknen aufgehängt. Es werden dort vor allem Dinge gelagert, die man nur selten benötigt oder die man längere Zeit aufbewahren möchte, bei älteren Häusern mit feuchten Kellern ist der Dachboden oft der einzig geeignete Raum dafür. In Mehrparteienhäusern wurden vergitterte, abschließbare Verschläge errichtet zur verschlossenen, jedoch sichtbaren Aufbewahrung der nicht in der Wohnung benötigten Dinge. Die Gitter dieser Verschläge wurden zumeist aus Holzlatten hergestellt, manchmal fand auch Maschendraht Verwendung. Diese durchbrochenen Wände ermöglichen eine gute Durchlüftung des Dachraums, gleichzeitig kann das Dach auf Beschädigungen kontrolliert werden, ohne den Verschlag zu öffnen. Oft wurden auch, zur Unterbringung von Dienstboten oder von Flüchtlingen in den Zeiten nach den Weltkriegen, kleine Bodenkammern oder Dachkammern als abgeschlossene Räume abgeteilt.
Viele Ein- und Mehrfamilienhäuser lassen ihren Dachboden ungenutzt. Diese ungenutzte Raumreserve ist eine Möglichkeit, neuen Wohnraum zu schaffen, vor allem wenn ohnehin größere Instandsetzungsarbeiten am Dach erforderlich sind. Jedoch gibt es beim Dachausbau einiges zu beachten. Entscheidend für ein gutes Wohnklima ist eine ausreichend bemessene Dämmschicht, die im Winter vor Kälte und im Sommer vor Hitze schützt. Zudem verbessert dies die Energieeffizienz des Hauses, da durch ein ungedämmtes Dach Wärme verlorengeht. Ein Zimmer oder eine Wohnung in einem ausgebauten Dachgeschoss nennt man Mansarde. Bei allen Dämmmaßnahmen muss man aber beachten, dass die Raumfeuchtigkeit gut entweichen kann und kein Taupunkt in der Konstruktion entsteht, dies ist insbesondere dann wichtig, wenn der Dachboden auch weiterhin zum Trocknen von Wäsche benutzt werden soll. Auch sind bei einem Dachbodenausbau die jeweiligen Bauvorschriften zu beachten und Anforderungen an beispielsweise den zweiten Rettungsweg und an lichte Raumhöhen einzuhalten.
Um einen hellen Dachboden herzustellen, ist die Anzahl, Größe und Anordnung der Dachfenster entscheidend. Eine weitere Möglichkeit, den Dachboden aufzuhellen und zusätzlich Raum zu gewinnen sind Dachgauben.

## Sprachgebrauch
Die Leitvariante Dachboden hat zunehmend andere regionale Begriffe verdrängt, vor allem der früher norddeutsch alleinige Gebrauch von Boden wurde damit überformt. In der Schweiz ist weiterhin Estrich das alleinige Leitwort und dabei nicht identisch mit der Bedeutung von Estrich in Deutschland oder Österreich; ebenso ist der im Rheinland und in der Oberrheinebene verwendete Begriff Speicher als Leitwort ebenfalls nicht mit gleichlautenden Begriffen im restlichen deutschen Sprachraum zu verwechseln. Daneben existieren eine Reihe von regionalen Varietäten, vor allem Bühne im südwestdeutschen bzw. alemannisch-schwäbischen Raum. Das Unterdach ist nur noch kleinräumig im Wallis und in Süd- und Osttirol zu finden, ältere kleinräumige Varianten wie Söller und das westfälische Balken werden nur noch selten gebraucht, Winde ist auf den Großraum Zürich beschränkt.